# Nymphaion (Smyrna)
Nymphaion bei Smyrna im heutigen Kemalpaşa, 29 Kilometer östlich von İzmir (ehemals Smyrna), war zur Zeit des Exils der byzantinischen Kaiser in Nikaia eine der Residenzen der Herrscher. Hier finden sich noch heute die gut erhaltenen Ruinen eines spätbyzantinischen Palastes.

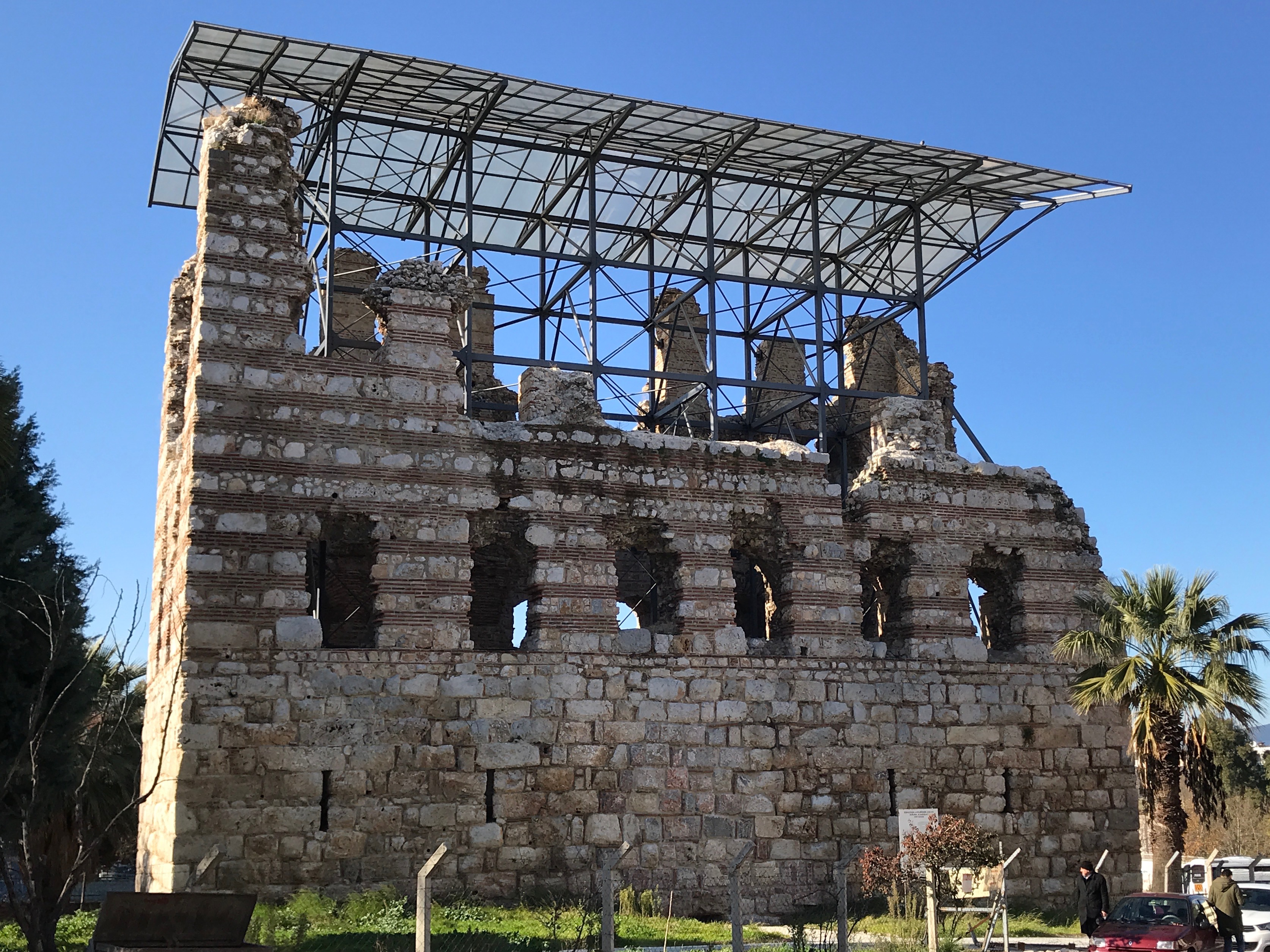
Palast von Nymphaion

## Name
Der Name Nymphaion bedeutet im Griechischen „Brunnengebäude“ (siehe Nymphäum).

## Geschichte
- In Nymphaion wurden Theodor II. Laskaris und Michael VIII. Palaiologos zu Kaisern gekrönt.
- Im Jahr 1214 wurde in Nymphaion ein Friedensvertrag zwischen Nikaia und dem Lateinischen Kaiserreich geschlossen
- In den Jahren 1234/35 fand ein (kleines) Konzil zwischen Vertretern der katholischen und der byzantinisch-orthodoxen Kirche statt, das die Wiedervereinigung beider Kirchen zum Ziel hatte. Das Konzil musste abgebrochen werden.
- Am 3. November 1254 starb in Nymphaion der Kaiser Johannes III.
- Im Jahr 1261 wurde in Nymphaion ein Vertrag zwischen Nikaia und Genua geschlossen.
- Im Jahr 1315 wurde die Stadt von türkischen Truppen erobert